# Секли
Секлѝ (на италиански: Seclì) е село и община в Южна Италия, провинция Лече, регион Пулия. Разположено е на 76 m надморска височина. Населението на общината е 1944 души (към 2011 г.).